# Gabriel Casaccia
Benigno Gabriel Casaccia Bibolini (Asunción, 20 aprile 1907 – Buenos Aires, 24 novembre 1980) è stato uno scrittore paraguaiano. È considerato da molti il padre della narrativa contemporanea del Paraguay.

## Biografia
Gabriel Casaccia nacque ad Asunción nel 1907 da genitori di origine italiana appartenenti alla borghesia colta del Paraguay, Benigno Casaccia e Margherita Bibolini. Dopo essersi diplomato nella città argentina di Posadas, probabilmente allontanato dalla famiglia a causa della guerra civile scoppiata in Paraguay tra il 1922 e il 1923, si laureò in Legge ad Asunción nel 1927.
Nel 1930, grazie al finanziamento della nonna materna, pubblicò il suo primo romanzo, Hombres, mujeres y fantoches, seguito nel 1932 dall'opera teatrale El bandolero, pubblicato questa volta grazie al finanziamento della nonna paterna. Nello stesso anno, divenuto capo di gabinetto del Ministero degli Affari Esteri, si fece mandare volontariamente al fronte durante la guerra del Chaco con la qualifica di "auditore di guerra". Alla fine del conflitto, nel mezzo del vuoto di potere che porterà in seguito all'instaurazione di un forte regime militare, Casaccia si trasferì in Argentina, nella città frontaliera di Posadas, dove pubblicò due raccolte di racconti e un romanzo.
Nel 1951 si trasferì a Buenos Aires, dove pubblicò l'anno seguente il suo romanzo più famoso, La babosa, che riscosse un buon successo internazionale: fu questo il primo romanzo paraguaiano ad essere tradotto in lingua francese. In esso, lontano dalle ideologie, descrisse la realtà sociale del Paraguay, tracciandone dei personaggi complessi, lontani dall'idealizzazione che il regime stava facendo in quegli anni dell'identità nazionale. In patria il romanzo fu accolto con grande scandalo; ciò precluse di fatto all'autore il rientro in Paraguay.
Negli anni seguenti Gabriel Casaccia ottenne ulteriori riconoscimenti internazionali con i romanzi La llaga, Los exiliados e Los herederos. Morì a Buenos Aires nel 1980.

## Opere
Romanzi
- Hombres, mujeres y fantoches (1930)
- Mario Pareda (1939)
- La babosa (1952)
- La llaga (1963)
- Los exiliados (1966)
- Los herederos (1975)
- Los Huertas (1981 - postumo)

Racconti
- El guajhú (1938)
- El pozo (1947)

Teatro
- El bandolero (1932)